# Erich Raeder
Erich Johan Albert Raeder (24 d'abril de 1876 – 6 de novembre de 1960 va ser un militar naval alemany abans i durant la Segona Guerra Mundial. Ostentà el màxim rang naval possible (el de Großadmiral –Gran Almirall–) el 1939, i fou el primer que hi arribava des d'Alfred von Tirpitz. Raeder comandà la Kriegsmarine (marina de guerra alemanya) durant la primera meitat de la Segona Guerra Mundial, però dimití el 1943 i va ser substituït per Karl Dönitz. Va ser sentenciat a cadena perpètua als judicis de Nuremberg, però va ser posat en llibertat uns anys després i va escriure la seva autobiografia.

## Biografia

### Inicis
Raeder va néixer a una família de classe mitjana a Wandsbek, un dels 7 districtes de la ciutat d'Hamburg. El seu pare era director d'escola. S'allistà a la Kaiserliche Marine (Marina Imperial Alemanya) el 1894, ascendint ràpidament a l'escalafó, esdevenint Cap d'Estat Major de l'almirall Franz von Hipper el 1912. Durant la Primera Guerra Mundial serví en aquest destí així com en diversos destins de combat, prenent part a les batalles del Banc Dogger i de Jutlàndia.
Després de la guerra seguí ascendint a la jerarquia naval esdevenint Konteradmiral el 1922, així com Inspector d'Instrucció Naval. En aquest moment comença a traçar un programa per a dotar al cos d'oficials i sots-oficials navals preparats per a un duel naval desigual. Les bases d'aquest programa eren:
1. només a través d'una disciplina ferma però amistosa es pot esperar que una tripulació aconsegueixi un alt nivell d'eficiència
2. el requisit previ per a tal estat de disciplina és un cos d'oficials i sots-oficials ben disciplinat
3. un sentiment d'orgull i respecte propi modest però definit, commensurat amb el rang dels oficials, animat cap al cos d'oficials si és per completar els seus deures.

A més d'aquests fonaments per a restaurar un esperit de cos, procurà estrènyer les relacions entre els oficials de línia i els oficials enginyers. Tot això va portar un quadre de mariners lleials i ben preparats.
Entre 1922-23, perquè el Tractat de Versalles no permetia que hi hagués cursos acadèmics de reciclatge per a oficials de nivell mitjà i superior, Raeder emprà els seus propis llibres de text i apunts escolars per desenvolupar un programa de preparació per a oficials. Si bé en un inici tan sols durava dues setmanes, el 1927 el curs arribà a ocupar un any i mig. Era denominat "Curs per a Assistents d'Oficials Comandants", burlant de nou les restriccions del tractat.
El 1925 va ser promogut a Vizeadmiral. Tot i els disturbis habituals de l'època, la Marina aconseguí restar a part de tots els canvis polítics. En el seu nou destí com a Comandant del Districte Naval del Bàltic, el seu interès va ser reinstaurar algunes de les antigues tradicions i costums de la Kaiserliche Marine, especialment aquelles que promovien una millor relació entre la Marina i la comunitat civil. Sota la seva comandància es tornà a obrir el Club Naval de Regates de Kiel, obtenint un camí paral·lel per a entrenar les tripulacions, i el port de Kiel començà a allotjar naus de guerra d'altres nacions (entre elles, el 1928 rebé una visita del rei d'Espanya (Alfons XIII. El 31 de maig de 1926 rebé el doctorat honorífic de Filosofia per la Universidad Christian-Albrecht de Kiel.
A l'octubre de 1928, després de la dimissió de l'Almiral Hans Zenker per un escàndol financer, Raeder va ser promogut a Almirall i nomenat Comandant en cap de la Reichsmarine (Oberbefehlshaber der Kriegsmarine), la Marina de la República de Weimar. Les seves condicions per a acceptar el càrrec va ser un control sota restriccions sobre totes les operacions navals, un accés directe al Ministre de Defensa per discutir tots els afers navals, i una completa independència de la Reichsmarine respecte al Heer. Això li permetia no estar lligat a les finances del Heer, així com que el control de la Marina quedés sota la comandància d'un únic almirall, i no pas de l'OKH. Tanmateix es convertia en responsable de les diverses iniciatives per a l'expansió de l'Armada, usualment sota contractes secrets, sobretot amb l'estudi i el desenvolupament d'armes prohibides pel Tractat de Versalles.

### La reconstrucció de la Kriegsmarine
Si bé li disgustava el Partit Nazi, donà suport enèrgicament a l'intent d'Adolf Hitler per reconstruir la Kriegsmarine, mentre que aparentment estaven en desacord en moltes altres matèries, especialment el caràcter agressiu i les polítiques ultranacionalistes. El 1934 es preparà la construcció del Gneisenau i del Scharnhorst i, el 1935, proposà a Hitler l'anomenat Pla Z de rearmament de la Kriegsmarine, que començà el 1939 i havia d'estendre's fins al 1946. Entre altres mesures es trobaven la construcció d'una gran quantitat de navilis de guerra de gran desplaçament i el seu equipament amb canons similars als dels cuirassats de la classe King George britànics, a més de la construcció dels submarins (U-Boots), els quals havien de realitzar-se en un complet secret. A més, disposà la conversió de vaixells mercants en mercants armats amb un poder de foc similar d'un creuer lleuger. El 1936, després de l'Acord Naval Germano-Britànic, s'acordà la construcció dels cuirassats Bismarck i Tirpitz. El 20 d'abril de 1936, uns dies abans del 60è aniversari de Raeder, Hitler el promogué a Generaladmiral com a mostra de reconeixement pels seus esforços per reconstruir la Kriegsmarine. En el seu intent de reconstruir la Marina alemanya, Raeder va tenir disputes constants amb Hermann Göring i la creació de la seva Luftwaffe.
Raeder temia les ambicions polítiques de Hitler, sobretot l'amenaça d'una guerra massa aviat amb el Regne Unit. El gener de 1939, Raeder revisà el "Pla Z", segons la qual Alemanya no podria disposar d'una flota equilibrada fins al 1948, i tot i que Hitler la volia abans, va assegurar-li a Raeder que no la necessitarien fins al 1944.

### Segona Guerra Mundial
El 1939 va ser promogut a Großadmiral, sent el primer a arribar a aquest rang en temps de guerra des d'Alfred von Tirpitz a la I Guerra Mundial. Des de l'inici de les hostilitats estava convençut que, per derrotar a la Gran Bretanya, el primer objectiu estratègic havia de ser les línies de comerç, les quals havien de ser atacades amb flotes formades per cuirassats i creuers, així com per submarins: la velocitat superior dels cuirassats de butxaca i dels creuers alemanys els permetia atacar les unitats lleugeres de la Royal Navy o escapar dels cuirassats britànics, més pesats i lents.
Va proposar l'Operació Weserübung, la invasió de Dinamarca i de Noruega per tal de protegir els seus ports dels atacs de la RAF, així com per poder disposar de sortides directes cap al Mar del Nord, si bé en el seu fur intern preferia la neutralitat noruega, car no tenia cap cost de tropes ni subministraments i seguiria proveint a Alemanya matèries primeres vitals, especialment el ferro. Aquestes operacions van ser completades amb èxit, si bé amb unes pèrdues relativament quantioses. Amb aquest cop també s'eliminava la possibilitat que Gran Bretanya pogués efectuar un bloqueig efectiu del Bàltic, com ja havia succeït a la Gran Guerra.
Raeder no recolzà l'Operació Lleó Marí, la planejada invasió alemanya de les illes britàniques. Creia que la guerra al mar es podia realitzar millor amb una estratègia d'aproximació indirecta, incrementant el nombre de submarins i de petits vaixells de superfície en servei. Això, a més d'un focus estratègic al teatre de la mediterrània, incloent una forta presència alemanya al Nord d'Àfrica, a més de la invasió de Malta i de l'Orient Mitjtà.
Els seus arguments en contra de l'Operació Lleó Marí es basaven en els seus dubtes sobre la decisiva superioritat aèria alemanya sobre el Canal de la Mànega i la inferioritat naval alemanya a la zona, a més que estava segur de què aquella idea estava robant temps i recursos per a la que, segons ell, era l'única manera de vèncer el Regne Unit: ofegant el seu comerç. La superioritat aèria era un requisit bàsic per a evitar l'hostigament catastròfic de la força d'invasió alemanya a mans de la RAF i de la Royal Navy. Com que tal requeriments no van tenir lloc, la invasió va ser posposada indefinidament donat el fracàs de la Luftwaffe a obtenir la superioritat aèria durant la batalla d'Anglaterra. Però tot just a continuació, la màquina de guerra alemanya s'orientà cap a l'Operació Barbarroja, la invasió alemanya de la Unió Soviètica, a la qual Raeder s'oposava totalment.

### Dimissió i retir
Una sèrie d'operacions fracassades després d'aquell moment, combinat amb l'èxit espectacular de les flotes de submarins de l'almirall Dönitz, van fer que Raeder fos nomenat Almirall-Inspector de la Kriegsmarine el gener de 1943 i, finalment, oferí la seva dimissió i es retirà formalment de la Kriegsmarine al maig de 1943, després d'una carrera de 60 anys a la Marina, sent durant els darrers 10 anys el Comandant en Cap. Karl Dönitz el succeí com a Comandant en Cap de la Kriegsmarine el 30 de gener de 1943.
Va ser capturat per l'Exèrcit Roig el 23 de juny de 1945 i empresonat a Moscou fins al 20 de novembre. Va ser acusat de crims contra la pau i Crims de Guerra als Judicis de Nuremberg, per animar a fer una guerra d'agressió, càrrec que s'originava a la seva tasca en el plans de la invasió alemanya de Noruega (tot i que Gran Bretanya i França també es preparaven per a l'ocupació de la regió de Narvik, amb els homes i el material embarcats, sent només aturats perquè Alemanya s'avançà). Va ser condemnat a cadena perpètua, però posteriorment va ser reduïda i, per problemes de salut, alliberat el 26 de setembre de 1955. El 1957 publicà la seva autobiografia, Mein Leben, i morí a Kiel el 6 de novembre de 1960.

## Llegat
Si bé en línies mestres Raeder no va ser ni un geni de la innovació ni un estrateg brillant, ni mai no va comandar un vaixell de guerra (si bé va servir en diversos i estava a l'Estat Major de l'Almirall Hipper durant la Batalla de Jutlàndia), la seva contribució rau en el seu talent com a líder (en certa manera, com succeeix amb Eisenhower. Segons Raeder, la preparació i la disciplina havien de ser els punts bàsics de suport de la Kriegsmarine.
Raeder va advertir la gran importància del domini del mar i lamentà la incapacitat dels líders alemanys per a comprendre les lliçons de la I Guerra Mundial, on un dels principals motius de la derrota va ser el bloqueig naval al Mar del Nord.
Tot i que discutí molt amb Hitler sobre el paper que havia de realitzar la Kriegsmarine, donada a la incomprensió i al total desconeixement del dictador de la guerra al mar, el cert és que complí les ordres que va rebre com un professional.

## Promocions
- Seekadett (13 de maig de 1895)

 Unterleutnant zur See (25 d'octubre de 1897)
 Leutnant zur See (01 de gener de 1899)
 Oberleutnant zur See (09 d'abril de 1900)
 Kapitänleutnant(21 de març de 1905)
 Korvettenkapitän (15 d'abril de 1911)
 Fregattenkapitän (26 d'abril de 1917)
 Kapitän zur See (29 de novembre de 1919)
 Konteradmiral (01 d'agost de 1922)
 Vizeadmiral (10 de setembre de 1925)
 Admiral (01 d'octubre de 1928)
 Generaladmiral (20 d'abril de 1936)
 Großadmiral (01 d'abril de 1939)

## Condecoracions
Medalla de la Xina
 Medalla de l'Orde Imperial Xinès dels Dos Dracs de 3a Classe (10-10-1898)
- Medalla en acer del Pensador Xinès (12-12-1901)

 Medalla de l'Àliga Roja de 4a Classe (Prússia) (22-6-1907)
 Cavaller d'Honor de 2a classe de l'orde Duc Friedrich Ludwig amb la corona de plata (17-9-1907)
 Medalla de l'Àliga Roja de 4a Classe amb corona (Prússia) (5-9-1911)
 Gran Creu de l'orde del Salvador (Grècia) (14-5-1912)
 Creu de cavaller de l'orde de Francesc Josep (Imperi Austrohongarès) (5-9-1911)
 Medalla de l'Orde de Sant Estanislau de 2a classe (Rússia) (16-4-1913)
 Creu de Ferro de 1a Classe– 1914 (18-2-1915)
 Creu de Ferro de 2a Classe– 1914 (19-11-1914)
 Creu de Cavaller amb Espases del Reial Orde Prussià de Hohenzollern (3-6-1916)
 Medalla Liakat de Plata amb Sabres (Imperi Otomà)
 Lluna Creixent de Ferro (Turquia)
 Creu de Friedrich August de 1a i 2a classe (Oldenburg)
 Medalla Militar del Servei Distingit de 4a classe amb Espases i Corona (Baviera) (20-12-1916)
- Medalla Commemorativa de la Guerra (Bulgària) (20-11-1917)

 Creu del Servei Militar Distingit amb Distintiu de Guerra de 3a classe (Àustria) (4-9-1918)
 Gran Creu de l'Orde del Mèrit Naval (Espanya) (16-11-1928 i 21-8-1939)
 Creu de Gran Oficial de l'Orde Militar (Xile) (1-8-1930)
- Medalla Commemorativa de Guerra amb Espases (Hongria) (3-6-1931)
- Gran Creu del Mèrit Militar (Bulgària) (28-6-1934)

 Creu d'Honor dels Combatents de 1914-18 amb espases
 Creu del Mèrit de 1a classe (Hongria) (5-12-1934)
 Gran Creu amb Espases de l'Orde de la Rosa Blanca (Finlàndia) (27-2-1936)
 Creu d'Or dels 25 anys de servei (2-10-1936)
 Medalla dels Jocs Olímpics Alemanys de 1a Classe (16-8-1936)
 Insígnia d'Or del NSDAP (30-1-1937)
- Gran Creu de l'Orde de Jade con banda blanca i vora vermella

 Gran Cordó de l'Orde del Sol Naixent amb Flors de Paulònia (Japó) (9-11-1937)
- Medalla Commemorativa de Guerra amb Espases (Bulgària) (30-11-1937)

 Cavaller de l'Orde de l'Àguila Blanca (Polònia) (2-6-1939)
 Medalla del Retorn del Districte del Memel (20-3-1939)
 Barra de 1939 Creu de Ferro de 1a Classe – 1914 (9-1939)
 Barra de 1939 Creu de Ferro de 2a Classe – 1914 (9-1939)
 Creu de Cavaller de la Creu de Ferro (30-9-1939) com Großadmiral i Comandant en Cap de la Marina
 Gran Creu de Cavaller de l'Orde de Sant Maurici i Sant Llàcer (Itàlia) (29-9-1937)
 Creu d'Oficial de l'Orde de Sant Maurici i Sant Llàtzer (Itàlia) (7-5-1934)
 Gran Creu amb Espases de l'Orde de Sant Alexandre (Bulgària) (3-9-1941)
 Cavaller de 1a Classe de l'Orde de Miquel el Valent (Romania) (14-10-1941)
 Gran Creu amb Espases de l'Orde de la Llibertat (Finlàndia) (25-3-1942)
 Gran Creu de l'Orde Militar de Savoia (Itàlia) (4-4-1942)
 Gran creu amb espases de l'orde de la Corona del Rei Zvonimir (Croàcia) (26-9-1942)
 Creu de Cavaller de la Creu al Mèrit de Guerra amb espases (8-2-1943)